# Raj Nanda
Raj Nanda, né le 14 septembre 1978 à Brisbane, est un joueur professionnel de squash représentant l'Australie. Il atteint en octobre 2005 la 40e place mondiale sur le circuit international, son meilleur classement. 

## Biographie
Il se qualifie pour les championnats du monde 2003, échouant au premier tour face à Rodney Durbach. Après sa carrière de joueur, il devient entraîneur notamment à Melbourne.

## Finales
- Open de Colombie: 2005